# Olszewski
Olszewski (forma żeńska: Olszewska, liczba mnoga Olszewscy) – polskie nazwisko, którym posługuje się blisko 48 tysięcy osób.

## Geneza nazwiska
Nazwisko najprawdopodobniej pochodzi od słów:
- olcha bądź olsza – gatunek drzewa,
- olszyna – las złożony z olch,
- olszówka – gatunek grzyba,
- Olszewo, Olszowa – nazwa miejscowości.

## Geografia
Ponad 55% osób o tym nazwisku mieszka w części doliny Wisły od Warszawy do Gdańska oraz w Polsce północno-wschodniej. Pierwsze wzmianki kronikarskie dotyczące nazwiska Olszewski pojawiają się w XIV w.

## Znane osoby o tym nazwisku
- Albert Olszewski Von Herbulis (zm. 1928)  – amerykański architekt polskiego pochodzenia
- Agata Mróz-Olszewska (ur. 1982, zm. 2008) – polska siatkarka, dwukrotna mistrzyni Europy w siatkówce (nazwisko po mężu)
- lista osób noszących imię i nazwisko – Andrzej Olszewski
- Antoni Olszewski (ur. 1879, zm. 1942) – polski minister i kierownik przemysłu i handlu w polskich rządach międzywojennych
- Antoni Stefan Olszewski (ur. 1897, zm. 1954) – polski architekt
- Bolesław Olszewski (ur. 1889, zm. 1952) – polski farmaceuta
- Cezary Olszewski (ur. 1981, zm. 2023) – polski tancerz
- Dariusz Olszewski (ur. 1967) – polski polityk Prawa i Sprawiedliwości, działacz sportowy
- Edward Olszewski (ur. 1942, zm. 2016) – polski historyk, politolog, profesor nauk humanistycznych
- Edward Olszewski (ur. 1955) – polski nauczyciel, prezydent Bełchatowa w latach 1990–1994
- Ignacy Olszewski (ur. 1909, zm. 1971) – polski duchowny katolicki, kapelan wojskowy
- Ignacy Olszewski (ur. 1913, zm. 2004) – polski pilot, dowódca 302 Dywizjonu PSP
- Jan Olszewski (ur. 1930, zm. 2019) – polski polityk, premier Polski w latach 1991–1992
- Jerzy Olszewski (ur. 1913, zm. 1964) – kanadyjski neurolog i neuroanatom polskiego pochodzenia
- Jerzy Olszewski (ur. 1921, zm. 1981) – polski inżynier chemik i polityk, minister
- Jerzy Leszek Olszewski (ur. 1937, zm. 2015) – polski geograf
- Kajetan Olszewski (ur. 1858, zm. 1944) – polski generał
- Karol Olszewski (ur. 1846, zm. 1915) – polski chemik
- Krzysztof Olszewski (ur. 1951) – polski inżynier
- Krzysztof Olszewski (ur. 1970) – polski fotograf
- Krzysztof Olszewski (ur. 1971) – polski tłumacz, japonista
- Michał Olszewski (ur. 1977) – polski dziennikarz, pisarz, publicysta
- Mikołaj Olszewski (ur. 1910, zm. 1988) – technik włókiennik, polityk
- Mikołaj Olszewski – polski historyk filozofii
- Mieczysław Leonard Olszewski (ur. 1906, zm. 1939) – polski pilot, kapitan
- Mieczysław Olszewski (malarz) (ur. 1945) – polski malarz, rysownik, eseista, pedagog
- Paweł Olszewski (ur. 1962) – polski i niemiecki pięcioboista nowoczesny, uczestnik Igrzysk Olimpijskich w Barcelonie w 1992
- Paweł Olszewski (ur. 1976) – polski funkcjonariusz służb mundurowych (BOR, SOP), w latach 2019–2022 komendant Służby Ochrony Państwa
- Paweł Olszewski (ur. 1979) – polski polityk Platformy Obywatelskiej
- Piotr Olszewski (ur. 1973) – polski wioślarz, uczestnik Igrzysk Olimpijskich w Atlancie w 1996
- Roman Olszewski (ur. 1967) – polski koszykarz
- Ryszard Olszewski (ur. 1932) – polski koszykarz
- Ryszard Olszewski (ur. 1948) – polski generał lotnictwa
- Stanisław Olszewski (ur. 1852, zm. 1898) – polski inżynier, wynalazca, pionier spawalnictwa oraz współtwórca metody spawania łukowego
- Stanisław Olszewski (ur. 1902, zm. 1961) – polski adwokat i samorządowiec, dziennikarz, przewodniczący Stronnictwa Demokratycznego
- Stanisław Leszek Olszewski (ur. 1929, zm. 2007) – polski działacz spółdzielczy, społeczny i turystyczny
- Waldemar Lech Olszewski (ur. 1931, zm. 2020)  – polski lekarz, chirurg, transplantolog
- Wiesław Olszewski (ur. 1895, zm. 1918) – żołnierz Legionów Polskich, uczestnik I wojny światowej, Kawaler Orderu Virtuti Militari
- Wiesław Olszewski (ur. 1956, zm. 2015) – polski historyk, podróżnik, profesor nauk humanistycznych
- Wiesław Olszewski (ur. 1948) – polski polityk, ekonomista i bankowiec, wojewoda bydgoski w l. 1994–1997
- Włodzimierz Olszewski (ur. 1941) – polski prawnik
- Włodzimierz Olszewski (ur. 1956) – polski hokeista